# Arthur Ferrante
Arthur Ferrante  (* 7. September 1921 in New York City; † 19. September 2009 in Highlands, North Carolina) war ein US-amerikanischer Pianist.

## Leben
Art Ferrante trat ab 1947 gemeinsam mit dem Pianisten Louis Milton Teicher als Ferrante & Teicher auf. Beide hatten die Juilliard School in New York City besucht und später dort auch unterrichtet. Bekannt wurden sie durch ihre Interpretationen der Titelmelodien von Filmen wie Das Appartement, Exodus, West Side Story („Tonight“) und Midnight Cowboy.
Arthur Ferrante verstarb am 19. September 2009.

## Diskografie

### Alben (Auswahl)
- 1984: The Music Lovers
- 1989: Ferrante & Kris Kringle (Wish You a Merry Christmas)
- 1989: Ferrante & The Phantom
- 1991: A Touch of Art
- 1992: Christmas with Ferrante/The Sonset Park Choir
- 1997: African Echoes and 1 more…
- 2000: Brothers